# Biel Borra
Pour les articles homonymes, voir Borra.
Biel Borra, né le 22 octobre 2005, est un footballeur international andorran qui évolue au poste d'arrière droit au FC L'Escala.

## Biographie

### Carrière en club
Biel Borra est formé par le Girona FC, où il joue dans les équipes de jeunes,,.
En juin 2023, il est transféré au FC L'Escala en championnat d'Espagne de cinquième division. Il joue rapidement avec son nouveau club, dès un match amical contre le Barça Atlètic en juillet, titulaire pour cette victoire 1-0 contre la réserve barcelonaise.

### Carrière en sélection
Biel Borra est international avec l'équipe d'Andorre des moins de 19 ans, prenant part aux qualification à l'Euro 2023, où il marque son premier but lors d'une victoire 2-1 contre la Bulgarie,.
Ensuite international andorran avec l'équipe espoirs,, Borra est convoqué pour la première fois avec l'équipe senior d'Andorre en septembre 2024,,. Il honore sa première sélection le 4 septembre 2024, lors d'un match amical contre Gibraltar,,.